# Karl-Marx-Straße (Bremen)
Die Karl-Marx-Straße ist eine zentrale Erschließungsstraße in Bremen, Stadtteil Obervieland, Ortsteil Habenhausen. Sie führt in Süd-Nord-Richtung von der Arster Landstraße bis zur Friedrich-Engels-Straße.
Die Querstraßen und Anschlussstraßen wurden benannt u. a. als Arster Landstraße nach dem Ortsteil Arsten, Baumhauser Weg 1905 nach einem baumumstandenen Gehöft, Hasencleverstraße nach dem Schriftsteller Walter Hasenclever (1890–1940), Zechstraße nach dem Schriftsteller Paul Zech (1881–1946), Senator-Balcke-Straße nach dem Politiker und Bausenator (SPD) Alfred Balcke (1894–1972), Senator-Theil-Straße nach dem Politiker (SPD) und Bausenator Emil Theil (1892–1968), unbenannte Wege, Ohserstraße nach dem Zeichner und Karikaturist Erich Ohser alias e. o. plauen (1903–1944), Piependamm nach einem Entwässerungsgraben an der Grenze zur Feldmark Wümmesiede, unbenannte Wege, Dantzweg nach dem Schulreformer und Schriftsteller Carl Dantz (1884–1967), Anna-Seghers-Straße nach der Schriftstellerin (1900–1983), Pfarrfeldsweg nach einer Flurbezeichnung für ein Feld, das der Pfarrer besaß und Friedrich-Engels-Straße nach dem Philosophen, Gesellschaftstheoretiker und Revolutionär (1820–1895); ansonsten siehe beim Link zu den Straßen.

## Geschichte

### Name
Die Karl-Marx-Straße wurde um 1978 nach dem Philosophen, Ökonom, Gesellschaftstheoretiker, Journalisten und Protagonisten der Arbeiterbewegung Karl Marx (1818–1883) benannt.
Zusammen mit Friedrich Engels wurde er zum einflussreichsten Theoretiker des Sozialismus. Der Marxismus beeinflusste die Geschichts- und Sozialwissenschaften sowie Wirtschafts- und Politikwissenschaften. Die nach den beiden Personen benannten Straßen bilden eine Verkehrsachse.

### Entwicklung
Die ersten Siedler von Habenhausen waren wahrscheinlich holländische Kolonisten. Das Dorf gehörte ab 1598 zum Goh Obervieland und es wurde 1921 in die Stadt Bremen eingegliedert. In Habenhausen waren viele als Steinsetzer und Straßenbauer tätig. 1888 wurde der Bremer Steinsetzer-Verein gegründet, der die Arbeiterinteressen vertrat. 1905 hatte Habenhausen 1281 und 2009 um 8000 Einwohner.

Südlich von dem alten Dorf Habenhausen entstanden auf der Habenhauser Mark nach dem Zweiten Weltkrieg östlich und westlich der Straße große Wohnsiedlungen mit Einfamilien- und Reihenhäusern, zumeist in den 1970er bis 1990er Jahren.

### Verkehr
Im Nahverkehr in Bremen durchfährt die Buslinie 51 (Huckelriede ↔ Kattenturm Klinikum Links der Weser) die Straße.

## Gebäude und Anlagen
An der Straße stehen zumeist ein und zweigeschossige Wohnhäuser.
Erwähnenswerte Gebäude und Anlagen
Westseite
- Bunnsacker Fleet, südlich der Straße zugleich Begrenzung des Ortsteiles Habenhausen
- Nr. 2 bis 70: 2-gesch. verputzte Reihenhäuser, teilweise in Zeilenbauweise quer zur Verkehrsstraße.
- Nr. 74 bis 134: 2-gesch. verputzte und verklinkerte Reihenhäuser
- Nr. 136 bis 168a: 2-gesch. Einfamilienhäuser mit Flachdächern
- Nr- 168: 2-gesch. Wohn- und Geschäftshaus
- Nr. 170 bis 266: 2-gesch. Reihenhäuser, teilweise in Zeilenbauweise
- Nr. 268/270: 3-gesch. verputztes neueres Wohn- und Geschäftshaus mit Staffelgeschoss und verklinkertem Sockelgeschoss als Eckgebäude zur Anna-Seghers-Straße.

Ostseite
- Nr. 3 bis 27a: 1-gesch. verklinkerte Einfamilienhäuser
- Nr. 29 bis Piependamm: 1-gesch. Reihenhäuser
- Engelkestraße Nr. 2 / Pieperdamm 35: 1-gesch. Kita Engelkestraße und Spielplatz
- Nr. 35 bis 81: 1-gesch. verputzte Reihenhäuser
- Ecke Pfarrfeldsweg: vier 2- und 3-gesch. neuere markante Wohnhäuser